# Argolida

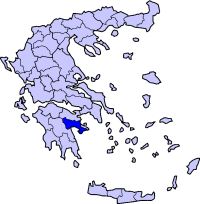
Współczesna prefektura Argolida

Argolida (gr. Αργολίς Argolís) – kraina historyczna w północno-wschodniej części Półwyspu Peloponeskiego, do końca 2010 roku prefektura (nomos) w regionie administracyjnym Peloponez, ze stolicą w Nauplionie. Prefektura zajmowała powierzchnię 2154 km² i obejmowała większość Półwyspu Argolidzkiego, z wyjątkiem jego północnej części należącej do nomarchii Pireusu (region Attyka). Oprócz tej ostatniej Argolida graniczyła też z prefekturami: Koryntia i Arkadia (region Peloponez). Mieszkało tu około 108,6 tysięcy ludzi (stan z roku 2005).

## Historia
W starożytności w okresie mykeńskim silne kontakty handlowe z Kretą i Egiptem, przez co stała się potężnym królestwem achajskim. Od ok. XI w. p.n.e. zamieszkiwali ją Dorowie. Najważniejszymi twierdzami były: Mykeny, Argos (stolica) i Tiryns. W 146 p.n.e. Argolida weszła w skład prowincji rzymskiej Achaja.
W kolejnych wiekach Argolida należała do Bizancjum, w XIV wieku przejściowo do Wenecjan, następnie Turków osmańskich W XVII i na początku XVIII wieku znalazła się ponownie przejściowo w rękach Wenecjan, po czym w 1830 roku została włączona do niepodległej Grecji.

### Miasta o znaczeniu historycznym
Na terenie Argolidy znajdują się (lub znajdowały się) następujące miasta o dużym znaczeniu historycznym:
- Argos
- Epidauros
- Mykeny
- Nauplion
- Nemea
- Tyryns